# Hugo Buchthal
Hugo Buchthal (geboren 11. August 1909 in Berlin; gestorben 10. November 1996 in London) war ein deutsch-britischer Kunsthistoriker.

## Leben
Hugo Buchthal war eines von drei Kindern des Berliner Kaufmanns Eugen Buchthal (1878–1954) und der Thea Wolff (1886–1968), sie wohnten im Berliner Westend in dem 1922 im expressionistischen Stil errichteten „Haus Buchthal“. Nach dem Abitur am Herder-Reform-Gymnasium 1927 studierte er zunächst Nationalökonomie und wechselte 1929 zur Kunstgeschichte, die er in Paris, Heidelberg und Berlin studierte. Er ging zu Fritz Saxl, Edgar Wind und Erwin Panofsky nach Hamburg, wo diese in der Warburg Bibliothek forschten und lehrten.
Buchthal wurde 1933 in Hamburg mit der Dissertation Codex Parisinus Graecus 139 promoviert. Nach der Machtergreifung zog er mit der Warburg-Gruppe 1934 nach London, auch seine Eltern und seine Geschwister mussten emigrieren.
Von 1935 bis 1937 hielt er sich an der Universität Beirut auf und war 1938 Fellow an der Hebräischen Universität Jerusalem. Er kehrte nach England zurück und arbeitete von 1941 bis 1943 als Bibliothekar an der Warburg Bibliothek, die kriegsbedingt nach Denham ausgelagert worden war.
Buchthal hatte in der Folge eine Reihe von Lehraufträgen und Gastprofessuren an der London University (1944/1945), in Dumbarton Oaks (1950/51 und 1965), am Institute for Advanced Study in Princeton (1959–1960) und der Columbia University (1963). Buchthal war 1970 und 1971 Guggenheim Fellow. 1959 wurde er Mitglied (Fellow) der British Academy.
Von 1960 bis 1965 war er Professor am Warburg Institute und von 1965 bis 1975 am Institute of Fine Arts der New York University. Er forschte zu den mittelalterlichen Miniaturen zur Sage von Troja, zur byzantinischen Malerei und zum Kulturaustausch zwischen Orient und Okzident im Mittelalter. 1957 veröffentlichte er sein Hauptwerk Miniature Painting in the Latin Kingdom of Jerusalem.
Buchthal war seit 1939 mit Amalia "Maltschi" Serkin (1904–1996) verheiratet, einer Schwester des Pianisten Rudolf Serkin, sie hatten eine Tochter.

## Schriften (Auswahl)
- Codex Parisinus Graecus 139. Hamburg, Univ., Diss., 1933
- The Miniatures of the Paris Psalter: a Study in Middle Byzantine Painting. London: The Warburg Institute, 1938
- A Hand List of Illuminated Oriental Christian Manuscripts. London: The Warburg Institute, 1942
- The Western Aspects of Gandhara Sculpture. Annual Lecture on Aspects of Art, Henriette Hertz Trust of the British Academy, Proceedings of the British Academy, 1945. London: British Academy, 1947
- Miniature Painting in the Latin Kingdom of Jerusalem. Oxford: Clarendon Press, 1957
- Historia Troiana: Studies in the History of Mediaeval Secular Illustration. London: Warburg Institute, 1971
- Patronage in Thirteenth-century Constantinople: an Atelier of Late Byzantine Book Illumination and Calligraphy. Washington, DC: Dumbarton Oaks Center for Byzantine Studies, 1978
- The "Musterbuch" of Wolfenbüttel and its Position in the Art of the Thirteenth Century. Wien: Verl. d. Österr. Akad. d. Wiss., 1979
- Hugo Buchthal: Persönliche Erinnerungen eines Achtzigjährigen an sein Studium bei Panofsky in Hamburg, in: Wiener Jahrbuch für Kunstgeschichte, 1991, S. 205–213
- Hugo Buchthal: Persönliche Erinnerungen an die ersten Jahre des Warburg Institutes in London, in: Wiener Jahrbuch, 1992, S. 213–221